# Berillo di Bostra
Berillo (II secolo – III secolo) è stato vescovo di Bostra nella prima metà del III secolo.
Eusebio nella sua Historia Ecclesiastica (cap. VI 33) riportava, vagamente, che Berillo, vescovo di Bostra, insegnasse che il Salvatore non aveva una sua distinta preesistenza prima dell'Incarnazione, e non aveva una Divinità propria, ma che la Divinità del Padre si era riversata in Lui, così come nei profeti. Nel 244, Origene Adamantio si recò in Arabia Petrea per confutare le sue tesi convincendolo dell'errore. I particolari della disputa erano noti ad Eusebio.
Non è chiaro se Berillo fosse un modalista o un dinamista, era comunque molto radicale.